# Ministerio de Educación y Ciencia de Ucrania
El Ministerio de Educación y Ciencia de Ucrania (en ucraniano: Міністерство освіти і науки України): Es el organismo principal del sistema de órganos centrales del poder ejecutivo de Ucrania que  es responsable del sistema educativo de Ucrania.
El 28 de junio de 1917, Ivan Steshenko fue nombrado Secretario de Educación en el primer gobierno de Vynnychenko de la República Popular de Ucrania.  El Tratado de Riga de 1921 puso fin a la existencia de la República Popular de Ucrania, ya que su antiguo territorio pasó a formar parte de Polonia y la Unión Soviética.
El moderno Ministerio de Educación fue creado el 8 de julio de 1992 mediante la fusión de dos órganos principales de la República Socialista Soviética de Ucrania: el Ministerio de Educación Superior y Media Especializada y el Comité Estatal de Educación Técnico-Vestitoria. En 1991 había dos ministerios de educación: el Nacional y el Superior (anteriormente Superior y Medio Especializado).
Desde el 9 de diciembre de 2010 hasta el 28 de febrero de 2013, el Ministerio de Educación y Ciencia (en ese momento dirigido por Dmytro Tabachnyk) se fusionó con el Ministerio de Juventud y Deportes.
El 28 de febrero de 2013, el presidente Viktor Yanukovich reorganizó el Ministerio de Educación y Ciencia, Juventud y Deportes y el Servicio Estatal para la Juventud y los Deportes, creando el Ministerio de Educación y Ciencia de Ucrania y el Ministerio de Juventud y Deportes.

## Estructura
El ministerio está formado por un órgano central encabezado por el ministro,  primer viceministro y otros adjuntos que asisten al ministro. Una parte del ministerio elige a varios representantes de las administraciones estatales que se especializan en determinados campos y coordinan el funcionamiento de las empresas y entidades estatales educativas.

### Agencias del Estado
- Servicio estatal de propiedad intelectual de Ucrania
- Agencia Estatal de Ciencia, Innovaciones e Informatividad de Ucrania

## Enlaces
- Esta obra contiene una traducción  derivada de «Ministry of Education and Science of Ukraine» de Wikipedia en inglés, publicada por sus editores bajo la Licencia de documentación libre de GNU y la Licencia Creative Commons Atribución-CompartirIgual 4.0 Internacional.